# Adam Kowalski (siatkarz)
Adam Kowalski (ur. 16 września 1994 w Częstochowie) – polski siatkarz, grający na pozycji libero.
Jest wychowankiem Norwidu Częstochowa, z którym wywalczył 2 srebrne medale MP Kadetów i 2 mistrzostwa Polski juniorów (2012, 2013). W sezonie 2012/13 został uznany najlepszym libero turnieju finałowego. W tymże sezonie jako uczeń SMS-u Spała zdobył wicemistrzostwo Młodej Ligi. Od sezonu 2019/2020 występuje w niemieckiej Bundeslidze, w drużynie Berlin Recycling Volleys.

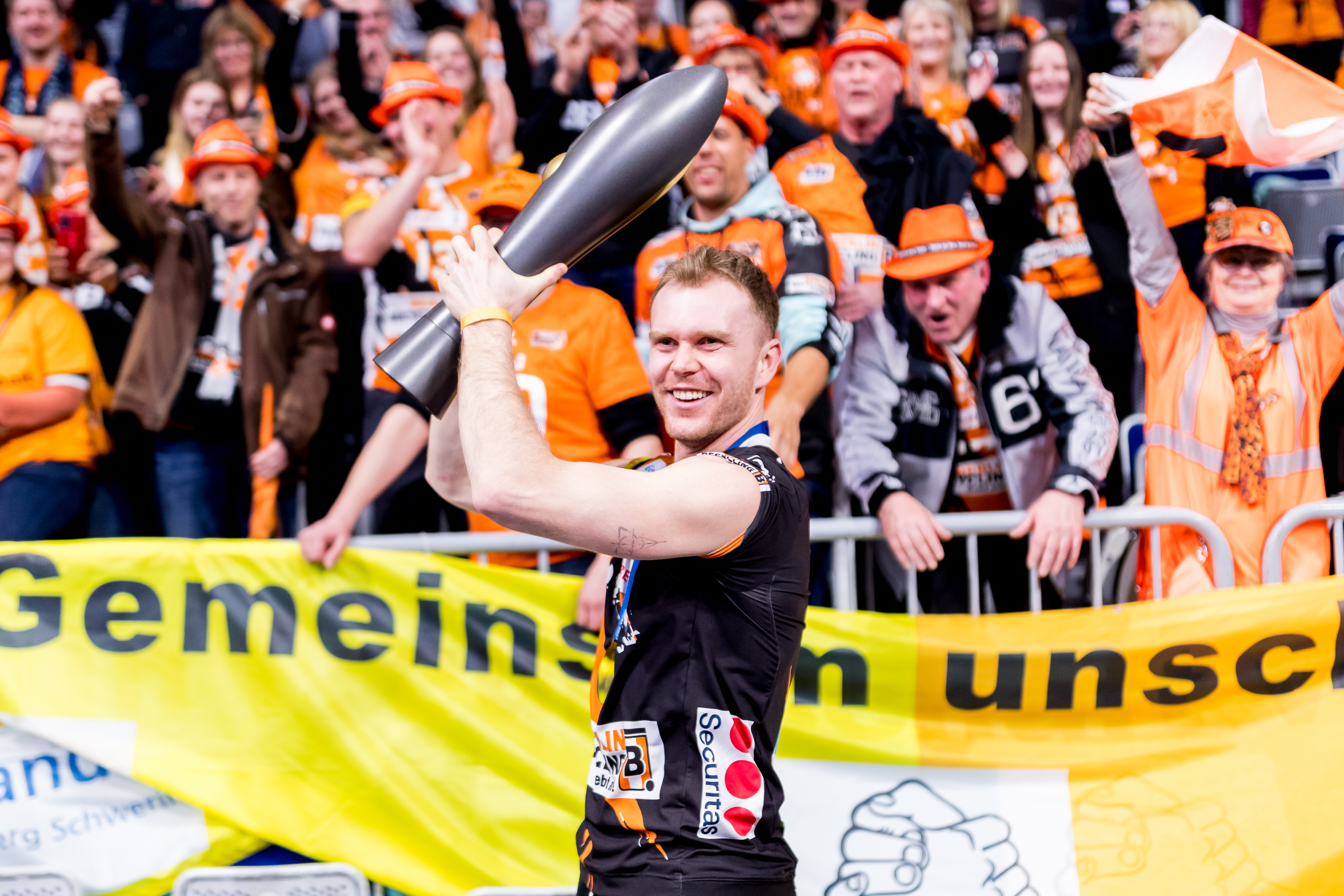
Adam Kowalski zwycięzcą Pucharu Niemiec w sezonie 2022/2023

## Kariera
Piłkę siatkową zaczął trenować w Norwidzie Częstochowa. W 2009 z częstochowską drużyną, reprezentując województwo śląskie, wywalczył 2. miejsce w XX Turnieju Nadziei Olimpijskich rozegranym w Spale. W latach 2010 i 2011 dwukrotnie sięgnął po srebrny medal MP Kadetów, a w 2012 i 2013 zdobył dwa mistrzostwa Polski w kategorii juniorów. W sezonie 2012/13 został wybrany na najlepszego libero turnieju finałowego w Leżajsku, gdzie w decydującym meczu częstochowianie pokonali AKS Rzeszów.
W sezonie 2012/13 jako uczeń SMS-u Spała grał równolegle w rozgrywkach Młodej Ligi, w których ze spalskim zespołem zajął 2. miejsce, ustępując Lotosowi Trefl Gdańsk.
W 2013 został zawodnikiem beniaminka PlusLigi, Cerradu Czarnych Radom. Do radomskiej drużyny trafił wraz z innym absolwentem SMS-u, Bartłomiejem Bołądziem. Trener Robert Prygiel podkreślił, że obaj wpisują się w jego koncepcję budowy zespołu. Klub podpisał z młodymi siatkarzami umowy na dłuższy czas, aby stworzyć im szansę rozwoju. Jak sam przyznaje Adam Kowalski, do wyboru miał również inne oferty. Wcześniej wiązano go już z I-ligowym KS-em Milicz.
W najwyższej klasie ligowej siatkarz zadebiutował w 1. kolejce rozgrywek (sezon 2013/14), w przegranym meczu 0:3 z wicemistrzem Polski, ZAKSĄ Kędzierzyn-Koźle. Po 9 meczach jego drużyna zajmowała 4. miejsce w tabeli, mając na koncie 6 zwycięstw. Sam Kowalski plasował się na 4. pozycji w rankingu najlepiej przyjmujących (35,62% przyjęć zakwalifikowanych jako perfekcyjne).

## Sukcesy klubowe
Superpuchar Niemiec:
- 2019, 2020, 2021, 2022[8], 2023[9], 2024[10]

Puchar Niemiec:
- 2020, 2023[11], 2024[12], 2025[13]

Mistrzostwo Niemiec:
- 2021, 2022[14], 2023[15], 2024[16], 2025[17]